# Gubernia de Tula
O Gubernia de Tula (em russo:  Тульская губерния) foi uma divisão administrativa (gubernia) do Império Russo e da RSFS Russa, localizada no sul do Gubernia de Moscou.
O gubernia existiu de 1796 a 1929. Sua sede era na cidade de Tula. Era dividido em doze uezds. As principais cidades eram Alexin, Bogoroditsk, Bielev, Chern, Epifan, Efremov, Kashira, Krapivna, Novosil, Odoiev, Tula e Venev.

## Histórico
- Nos séc.XII e XV, um principado independente de Novosilsk existia no território do gubernia, que mais tarde se tornou parte do Estado moscovita.
- Em 1777, durante a reforma administrativa de Catarina II, foi estabelecido o Governo de Tula, que incluía a maior parte do território do antigo Gubernia de Tula do Gubernia de Moscou.
- Em 12 de outubro de 1796, com base no decreto de Paulo I, o Vice-reino de Tula foi transformado no Gubernia de Tula.
- O Gubernia de Tula estava entre as 17 regiões reconhecidas como seriamente afetadas durante a fome de 1891-1892.
- Após a Revolução de Outubro de 1917, o Gubernia de Tula tornou-se parte da República Socialista Federativa Soviética Russa (RSFSR) formada em 1918.
- Em 1924, a regionalização foi realizada no gubernia, os uezds foram divididos adicionalmente em okrugs, em 1926 todos os uezds foram abolidos.
- Pelo Decreto do Presidium do Comitê Executivo Central de Toda a Rússia “Sobre a formação no território da RSFSR de associações administrativo-territoriais de significado regional e regional” de 14 de janeiro de 1929, de 1 de outubro de 1929, o Gubernia de Tula foi abolido. A Região Industrial Central foi formada (desde 3 de junho de 1929, a Oblast de Moscou) com o centro na cidade de Moscou, consistindo, como matriz principal, dos gubernias de Moscou, Tver, Tula e Riazan.[2]

## Divisão Administrativa

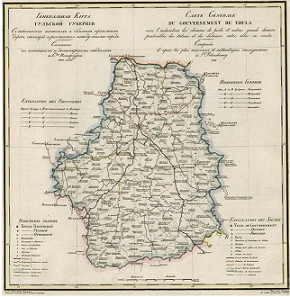
Mapa do Gubernia de Tula em 1821

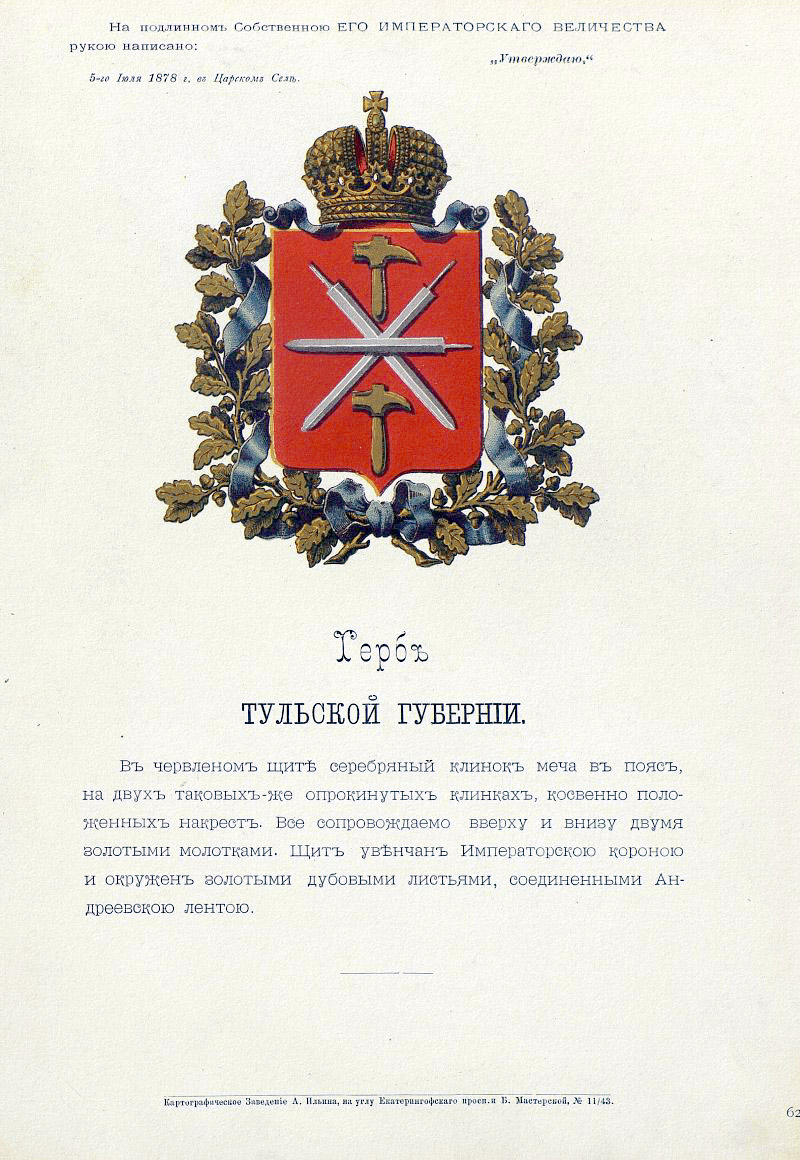
Brasão de armas do gubernia com descrição oficial, aprovado por Alexandre II (1878)

O Gubernia de Tula consistiu nos seguintes uezds (centros administrativos entre parênteses):
- Aleksinski (Aleksin);
- Beliovski (Beliov);
- Bogoroditski (Bogoroditsk);
- Veniovski (Veniov);
- Iepifanski (Iepifan );
- Iefremovski (Iefremov);
- Kashirski (Kashira);
- Krapivenski (Krapivna);
- Novosilski (Novosil);
- Odoievski (Odoiev);
- Tulski (Tula);
- Chernski (Chern).